# 雷吉·道尔
雷吉·道尔（Régis Dorn，1979年12月22日—），是法国职业足球运动员，目前效力于桑德豪森。道尔出生在法德边境的小城Ingwiller，职业生涯也先后效力于法国和德国的多家俱乐部。
2003年下半年，道尔曾经在中国甲A联赛效力于上海中远，帮助球队夺得了亚军，当时也被曾称为海金斯。